# Acanthomysis robusta
Acanthomysis robusta är en kräftdjursart som beskrevs av Murano 1984. Acanthomysis robusta ingår i släktet Acanthomysis och familjen Mysidae. Inga underarter finns listade i Catalogue of Life.